# Dhanwar jezik
Dhanwar jezik (ISO 639-3: dha, povučen iz upotrebe; dhanwarski; danuwar, dhanvar), indoeuropski jezik indoarijske skupine koji je prema najnovojim podacima izgubio status uz obrazloženje da je nepostojeći. Njime je navodi se govorilo oko 104 000 ljudi (1981 popis) od ukupno 165 000 Dhanwaraca (2007) u indijskim državama Chhattisgarh i Maharashtra. Dhanwarci se vode kao jedna od skupina Maratha.
Vodio se kao jedan je od pet jezika indoarijske istočne centralne zone. 

## Vanjske poveznice
- Ethnologue (14th)
- Ethnologue (15th)